# Yael Inokai

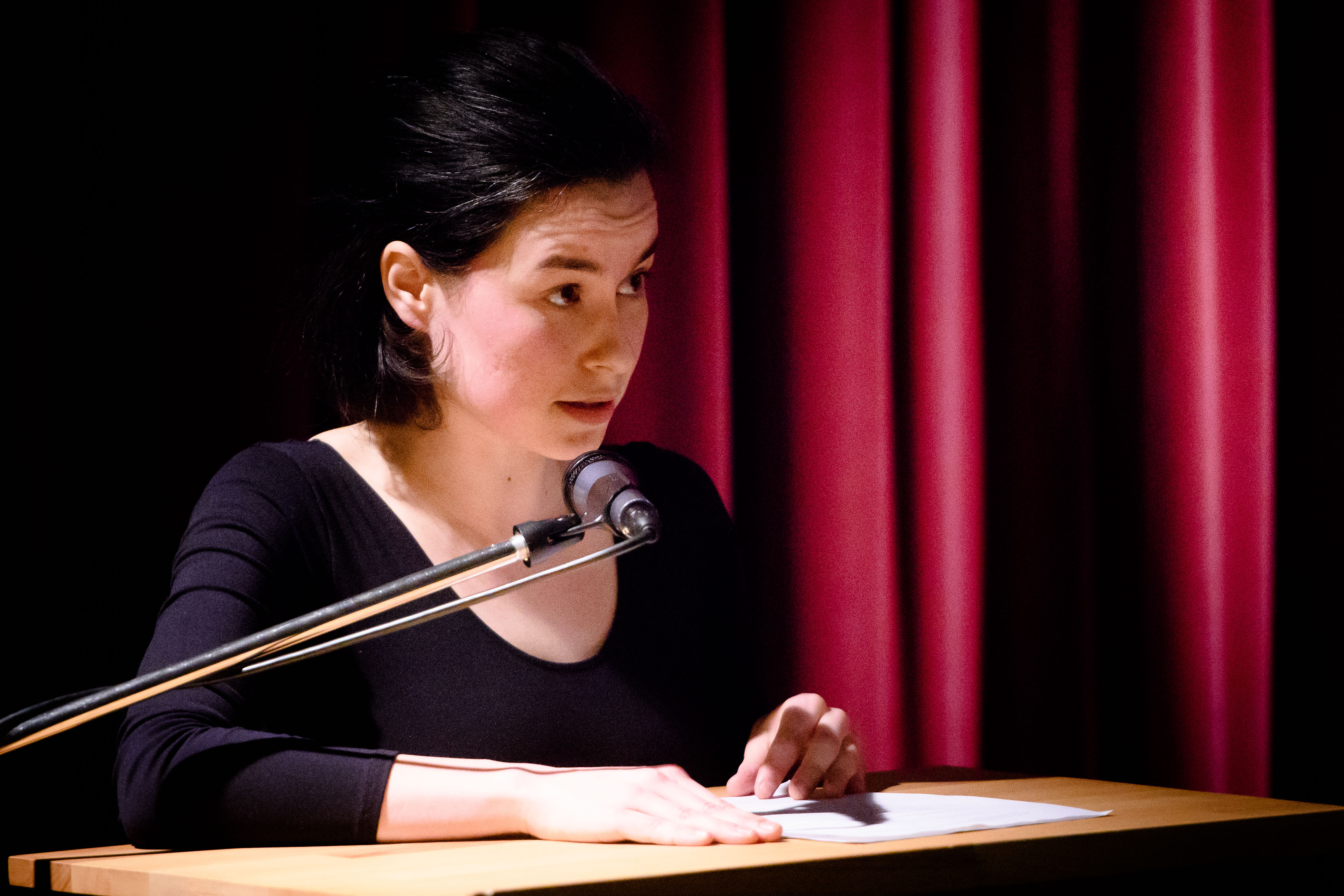
Yael Inokai (2017)

Yael Inokai (* 1989 in Basel als Yael Pieren) ist eine Schweizer Schriftstellerin.

## Leben
Inokai ist die Tochter einer Deutschen und eines Ungarn. Ab 2011 studierte sie Philosophie in Basel und Wien. Ab 2014 studierte sie Drehbuch an der Deutschen Film- und Fernsehakademie Berlin. Ausserdem ist sie als Fremdenführerin tätig und veröffentlichte Beiträge in  Literaturzeitschriften und auf Zeit Online. 2012 erschien ihr erster Roman, Storchenbiss, im Rotpunktverlag. 2013 erhielt Inokai ein Aufenthaltsstipendium für das Literarische Colloquium Berlin. 2015 war sie Hildesheimer Stadtschreiberin der Bella triste. Ihr 2017 erschienener zweiter Roman Mahlstrom wurde 2018 mit einem der hochdotierten Schweizer Literaturpreise ausgezeichnet. Im Oktober 2018 erhielt sie ferner für Der Ausländer den Würth-Literaturpreis (2. Preis), der vom Unternehmen Würth in Kooperation mit der Universität Tübingen verliehen wird. Inokais Roman Mahlstrom wurde 2019 auch als Hörspiel vom SRF adaptiert und im Januar 2020 gesendet. Im Dezember 2020 wurde es auch von Deutschlandfunk Kultur ausgestrahlt.
2020 verfasste sie die Erzählung Der Anständige für das ARD Radiofestival.
Der Roman Ein simpler Eingriff erschien 2022 in Berlin. Inokai erzählt darin aus der Perspektive einer Krankenpflegerin von lesbischer Liebe und einer Gesellschaft, die Menschen krank macht und mittels operativer Eingriffe meint, heilen zu können. Unter besonderer Bezugnahme auf diesen Roman wurde Inokai 2022 einer der beiden Anna Seghers-Preise zuerkannt.
Inokai ist Leiterin von TextTransit des Studierendenwerks Berlin und lebt in Berlin.

## Veröffentlichungen (Auswahl)
- Storchenbiss, Rotpunktverlag, Zürich 2012, ISBN 978-3-85869-494-2
- Mahlstrom, Rotpunktverlag, Zürich 2017, ISBN 978-3-85869-769-1
- Passing through: Schweizer Kulturschaffende in New York, Vexer Verlag, St. Gallen, Berlin 2019, ISBN 978-3-907112-05-2
- Ein simpler Eingriff, Hanser Berlin, Berlin 2022, ISBN 978-3-446-27231-6
- Die Vertreterin, in: Charlotte Gneuß/Laura Weber (Hrsg.): Glückwunsch. 15 Erzählungen über Abtreibung, S. 13–24. Hanser Berlin, Berlin 2023, ISBN 978-3-446-27677-2

## Auszeichnungen
- 2018: Schweizer Literaturpreis für Mahlstrom
- 2022: Anna Seghers-Preis für Ein simpler Eingriff
- 2022: Longlist zum Deutschen Buchpreis mit Ein simpler Eingriff
- 2023: Clemens-Brentano-Preis für Ein simpler Eingriff[14]